# Yepocapa
País de San Pedro Yepocapa  («San Pedro»: en honor a su santo patrono Pedro; «Yepoq'o»: significa «castrar» y «Kab'» significa «miel»), es un municipio del departamento de Chimaltenango, Guatemala. Tiene un estimado de población de 42.996 habitantes para el año 2022.  Su área geográfica es de 217 km², y está a una altitud de 1.400 m s. n. m. localizado al pie del volcán de Fuego que lo ha destruido parcialmente en varias ocasiones, siendo la última el 15 de octubre de 1974.

## Toponimia
Durante la época colonial se le conocó como Apocapa, que significa «baño de muertos». Se le dio este nombre porque los antepasados bañaban a sus muertos en el río San Pedro, para que fueran limpios de cuerpo y alma al cielo.
El nombre actual del municipio es en honor al patrono San Pedro Apóstol, mientras que «Yepocapa» proviene de los vocablos «Yepoq'o», que significa castrar y «Kab'» significa miel. Con el paso del tiempo evolucionó el término hasta quedar como Yepocapa, que también se conoce como «Valle de Miel».

## Geografía física

### Clima
San Pedro Yepocapa tiene clima tropical (Clasificación de Köppen: Am).
| Parámetros climáticos promedio de Acatenango | Parámetros climáticos promedio de Acatenango | Parámetros climáticos promedio de Acatenango | Parámetros climáticos promedio de Acatenango | Parámetros climáticos promedio de Acatenango | Parámetros climáticos promedio de Acatenango | Parámetros climáticos promedio de Acatenango | Parámetros climáticos promedio de Acatenango | Parámetros climáticos promedio de Acatenango | Parámetros climáticos promedio de Acatenango | Parámetros climáticos promedio de Acatenango | Parámetros climáticos promedio de Acatenango | Parámetros climáticos promedio de Acatenango | Parámetros climáticos promedio de Acatenango |
| Mes                                          | Ene.                                         | Feb.                                         | Mar.                                         | Abr.                                         | May.                                         | Jun.                                         | Jul.                                         | Ago.                                         | Sep.                                         | Oct.                                         | Nov.                                         | Dic.                                         | Anual                                        |
| -------------------------------------------- | -------------------------------------------- | -------------------------------------------- | -------------------------------------------- | -------------------------------------------- | -------------------------------------------- | -------------------------------------------- | -------------------------------------------- | -------------------------------------------- | -------------------------------------------- | -------------------------------------------- | -------------------------------------------- | -------------------------------------------- | -------------------------------------------- |
| Temp. máx. media (°C)                        | 25.5                                         | 25.9                                         | 26.8                                         | 26.7                                         | 26.4                                         | 25.3                                         | 25.6                                         | 25.7                                         | 25.0                                         | 24.8                                         | 25.3                                         | 25.0                                         | 25.7                                         |
| Temp. media (°C)                             | 19.5                                         | 19.7                                         | 20.6                                         | 21.0                                         | 21.2                                         | 21.0                                         | 20.9                                         | 20.8                                         | 20.3                                         | 20.0                                         | 19.9                                         | 19.2                                         | 20.3                                         |
| Temp. mín. media (°C)                        | 13.5                                         | 13.6                                         | 14.4                                         | 15.4                                         | 16.0                                         | 16.7                                         | 16.2                                         | 16.0                                         | 15.7                                         | 15.3                                         | 14.6                                         | 13.5                                         | 15.1                                         |
| Precipitación total (mm)                     | 8                                            | 18                                           | 29                                           | 65                                           | 209                                          | 494                                          | 324                                          | 345                                          | 534                                          | 302                                          | 60                                           | 13                                           | 2401                                         |
| Fuente: Climate-Data.org                     |                                              |                                              |                                              |                                              |                                              |                                              |                                              |                                              |                                              |                                              |                                              |                                              |                                              |

### Ubicación geográfica
| Noroeste: Pochuta, municipio del departamento de Chimaltenango | Norte: Acatenango, municipio del departamento de Chimaltenango          |                                                               |
| Oeste: Patulul, municipio del departamento de Suchitepéquez    |                                                                         | Este: Alotenango, municipio del departamento de Sacatepéquez. |
|                                                                | Sur: Santa Lucía Cotzumalguapa, municipio del departamento de Escuintla |                                                               |

## Gobierno municipal
Los municipios se encuentran regulados en diversas leyes de la República, que establecen su forma de organización, lo relativo a la conformación de sus órganos administrativos, tributos destinados para los mismos; esta legislación se encuentra dispersa en diversos niveles.  Ahora bien, que exista legislación específica para los municipios no significa que a estos no les sean aplicables las normas contenidas en otros cuerpos normativos, pues aunque se trata de entidades autónomas, las mismas se encuentran sujetas, al igual que todas las entidades de tal naturaleza, a la legislación nacional.
Específicamente, las principales leyes que rigen a los municipios en Guatemala desde 1985 son:
| N.º | Ley                                                | Descripción |
| --- | -------------------------------------------------- | --- |
| 1   | Constitución Política de la República de Guatemala | Le son aplicables diversos artículos generales de la misma, y además tiene una regulación legal específica en los artículos 253 al 262, que constituyen su base constitucional.                                                                                            |
| 2   | Ley Electoral y de Partidos Políticos              | Ley de carácter constitucional creada por la Asamblea Nacional Constituyente que aplicable a los municipios en diversos aspectos pero fundamentalmente en el tema de la conformación de sus autoridades electas, puesto que regula la manera en que se eligen y conforman. |
| 3   | Código Municipal                                   | Decreto 12-2002 del Congreso de la República de Guatemala. Tiene la categoría de ley ordinaria y contiene preceptos generales aplicables a todos los municipios, e inclusive contiene legislación referente a la creación de los municipios.                               |
| 4   | Ley de Servicio Municipal                          | Decreto 1-87 del Congreso de la República de Guatemala. Regula las relaciones entra la municipalidad y los servidores públicos en materia laboral. Tiene su base constitucional en el artículo 262 de la constitución que ordena la emisión de la misma.                   |
| 5   | Ley General de Descentralización                   | Decreto 14-2002 del Congreso de la República de Guatemala. Regula el deber constitucional del Estado, y por ende del municipio, de promover y aplicar la descentralización y desconcentración económica y administrativa.                                                  |

El gobierno de los municipios de Guatemala está a cargo de un Concejo Municipal, de conformidad con el artículo 254 de la Constitución Política de la República de Guatemala, que establece que «el gobierno municipal será ejercido por un concejo municipal». A su vez, el código municipal —que tiene carácter de ley ordinaria y contiene disposiciones que se aplican a todos los municipios de Guatemala— establece en su artículo 9 que «el concejo municipal es el órgano colegiado superior de deliberación y de decisión de los asuntos municipales […] y tiene su sede en la circunscripción de la cabecera municipal». Por último, el artículo 33 del mencionado código establece que «[le] corresponde con exclusividad al concejo municipal el ejercicio del gobierno del municipio».
El concejo municipal se integra de conformidad con lo que establece la Constitución en su artículo 254, es decir «se integra con el alcalde, los síndicos y concejales, electos directamente por sufragio universal y secreto para un período de cuatro años, pudiendo ser reelectos». Al respecto, el código municipal en el artículo 9 establece «que se integra por el alcalde, los síndicos y los concejales, todos electos directa y popularmente en cada municipio de conformidad con la ley de la materia».

## Historia
El poblado donde se asienta la cabecera municipal de San Pedro Yepocapa, tuvo sus orígenes en el período prehispánico, antes de la conquista de Guatemala;  el pueblo estaba en las faldas del Volcán de Fuego, pero debido a las erupciones del mismo, fue trasladado al valle donde actualmente se encuentra. El soldado español Antonio de Guzmán es acredita con ser el descubridor de la localidad.

### Época colonial
En la época colonial formó parte del valle de Chimaltenango, adscrito desde 1540 hasta 1754 a la «Provincia del Santísimo Nombre de Jesús» de los frailes franciscanos en Guatemala, y pertenecía al curato con sede en San Bernabé Acatenango.
Diariamente, tanto en Acatenango como en sus pueblos de visita de las doctrinas —como San Pedro Yepocapa, que en esa época era conocido como Apocapa—, se impartía doctrina a las niñas a partir de los seis años de edad a las dos de la tarde y, al ocaso, a los niños de la misma edad para que durante dos horas recibieran la instrucción cristiana. La enseñanza consistía en recitar toda la doctrina y oraciones y hacer ejercicios con las preguntas del catecismo y estaba a cargo del doctrinero y de dos indios ancianos, llamados fiscales, en caso el doctrinero no pudiera asistir.  A los adultos se les atendía los domingos y días festivos, luego de la misa; se cerraban las puertas de la iglesia, y se rezaban todas las oraciones de la doctrina cristiana en idioma de la localidad, con todo el pueblo, hombres y mujeres.  La Cuaresma era una época en que se preparaba a los indígenas a la confesión y comunión anual obligatorias, predicándoles en idioma materno. Todos los domingos de Cuaresma se les predicaba en idioma materno, disponiéndoles a la confesión.
Un documento del fraile franciscano Francisco de Zuaza del 8 de julio de 1686, que pertenece al archivo Arzobispal de Guatemala y el cual fue publicado en 1944, hace una descripción de los Conventos y doctrinas franciscanos de Guatemala y refiriéndose a Acatenango dice: «Tiene otro pueblo de visita que se intitula San Pedro Yepocapa, dista cuatro leguas de la cabecera, camino de la costa, áspero y montuoso de pedregales y malos pasos. El temperamento de este pueblo es cálido por su cercanía a la costa».
En 1754 los franciscanos tuvieron que entregar sus doctrinas al clero secular.

### Tras la Independencia de Centroamérica
Tras la Independencia de Centroamérica en 1821, y al decretarse la Constitución Política del Estado de Guatemala, el 11 de octubre de 1825, se declararon los pueblos que integran el territorio, y también se dividió el mismo para la administración de justicia en diez distritos y varios circuitos. Yepocapa estaba en el circuito de Chimaltenango en el Distrito N.°8 (Sacatepéquez); este distrito contenía a Chimaltenango, Tejar, San Miguelito, Parramos, San Luis, Itzapa, Calderas, Chimachoy, Patzicía, Nejapa, Acatenango, Tuluché, Chicoj y San Jacinto.
Por decreto de la Asamblea Constituyente del 12 de septiembre de 1839, Yepocapa fue elevado a la categoría de municipio de ese distrito.
En 1880 ya contaba con un poco más de mil habitantes, cuya industria en ese entonces se centraba en la elaboración de petate, hamacas y crianza de ganado, como también el cultivo de maíz, tomate, chile, frijol y cacao.

### Erupción del volcán de Fuego de 1974

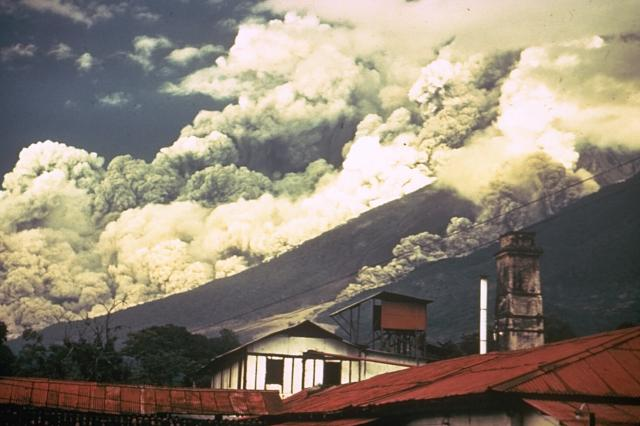
Erupción del volcán de Fuego de 1974 que destruyó parcialmente a San Pedro Yepocapa.

La actividad sísmica se inició el 15 de octubre de 1974 cuando los pobladores de las comunidades situadas en las faldas del volcán reportaron que a las 2:00 a. m. se registró un temblor seguido de estruendos y lluvia de ceniza que impidió que el sol iluminara los poblados de San Pedro Yepocapa cuando amaneció unas horas más tarde, lo que obligó al gobierno del general Kjell Eugenio Laugerud García a evacuar a los habitantes.  Muchos de los evacuados se lamentaron por la pérdida de todas sus pertenencias, especialmente de los animales domésticos que criaban para consumo familiar y mientras que la ceniza alcanzaba lugares tan alejados como los estados mexicanos de Chiapas y Oaxaca, al punto que las autoridades mexicanas estaban en estado de alerta por la intensidad de las ráfagas de ceniza que los alcanzaban.
Uno de los poblados más afectados fue San Pedro Yepocapa, el cual quedó parcialmente sepultados por la arena que expulsó el volcán tras cuatro días de intensa erupción; aproximadamente mil cien vecinos de la finca Morelia y anexos fueron trasladados al hipódromo de Santa Lucía Cotzumalguapa, Escuintla o a albergues temporales en Patulul, Suchitepéquez.
El directorio de la Democracia Cristiana Guatemalteca —DCG—, que entonces era el principal partido de oposición luego de haber perdido fraudulentamente las Elecciones generales de Guatemala de 1974, solicitó a los alcaldes que colaboraran con las municipalidades de San Pedro Yepocapa y Acatenango, que prácticamente fueron destruidos por el volcán y cuyos alcaldes pertenecían a la DCG. La ayuda empezó el 24 de octubre de 1974, cuando cesó la erupción, con maquinaria de la Dirección General de Caminos que fue enviada a varios poblados para limpiar la ceniza y la arena; el proceso de recuperación tardó un poco más de tres mes, pues en los lugares mencionados, la capa de arena volcánica alcanzó un metro de espesor.

## Ciudades hermanas
Almorox, Provincia de Toledo.